# Милаевка
Милаевка — деревня в Беловском районе Курской области. Входит в Кондратовский сельсовет.

## География
Деревня находится на реке Удава, в 100 км к юго-западу от Курска, в 26,5 км к юго-западу от районного центра — Белая, в 12,5 км от центра сельсовета — Озерки.
Климат
Милаевка, как и весь район, расположен в поясе умеренно континентального климата с тёплым летом и относительно тёплой зимой (Dfb в классификации Кёппена).

## Население
| 2002 | 2010 |
| ---- | ---- |
| 11   | ↘0   |

## Инфраструктура
Личное подсобное хозяйство.

## Транспорт
Милаевка находится в 16 км от автодороги регионального значения 38К-028 (Обоянь — Суджа), в 19 км от 38К-029 (38К-028 — Белая), в 5 км от автодороги межмуниципального значения 38Н-598 (Гирьи — Кондратовка — граница с Белгородской областью), в 19 км от ближайшей ж/д станции Псёл (линия Льгов I — Подкосылев). Остановка общественного транспорта.